# Apaixonada por Você
"Apaixonada por Você" é uma canção gravada pela cantora brasileira Wanessa Camargo para o seu disco de estréia auto-intitulado (2000). A faixa foi composta por Zezé di Camargo, pai de Wanessa e também cantor, em parceria com Junno Andrade. Foi escolhida como a segunda música de trabalho para o álbum de estreia, sendo lançada no dia 23 de março de 2001. Enquanto a versão do álbum era mais dançante, a versão lançada como single foi remasterizada para ser mais lenta e focada no country pop, visando atingir o mesmo sucesso da faixa lançada anteriormente. A versão também entrou na trilha sonora da novela Um Anjo Caiu do Céu.

## Informações sobre a faixa
"Apaixonada por Você" foi lançada como segundo single do álbum no dia 23 de março de 2001. Para a divulgação, optou-se por não usar a versão do álbum (que era mais rápida). Uma nova mixagem foi feita, tornando a música mais lenta, no estilo balada country. Os vocais foram cantados de uma forma mais soprosa, fazendo que alguns versos sofreram pequenas alterações. Por exemplo, na primeira estrofe da versão álbum, Wanessa canta "Não vejo a hora, eu quero me entregar...", no mesmo trecho da versão rádio, a letra diz: "Não vejo a hora, eu quero te encontrar...".
A canção remixada recebeu o nome de "Versão 'Um Anjo Caiu Do Céu'" - visto que foi incluída na trilha sonora da novela de mesmo nome - e posteriormente foi incluída como faixa bônus no relançamento do álbum Wanessa Camargo (2000).

## Vídeo musical
O vídeo musical de "Apaixonada por Você" foi gravado entre março e abril de 2001, sob a direção de João Elias Júnior. O cenário foi um forte em Niterói, Rio de Janeiro, e contou com a participação de artistas de circo e mais de 150 figurantes. O clipe se passa durante uma festa de carnaval de rua. Por entre os foliões mascarados, Wanessa procura encontrar seu par romântico. Embora tenha usado a "versão 'Um Anjo Caiu Do Céu'" no vídeo, um trecho da música original foi inserido no meio do áudio, como um break.

## Lista de faixas
| Airplay e CD single |                                         |                               |         |  |
| N.º                 | Título                                  | Compositor(es)                | Duração |  |
| 1.                  | "Apaixonada por Você" (Versão single)   | Junno Andrade Zezé Di Camargo | 3:48    |  |
| 2.                  | "Apaixonada por Você" (versão do álbum) | Andrade Camargo               | 3:52    |  |